# Episodi di Derek (seconda stagione)
La seconda stagione, composta da sei episodi, è stata trasmessa nel Regno Unito dal 23 aprile al 28 maggio 2014. In Italia è disponibile su Netflix.
| nº | Titolo originale | Titolo italiano | Prima TV USA   | Prima TV Italia |
| -- | ---------------- | --------------- | -------------- | --------------- |
| 1  | Episode 1        |                 | 23 aprile 2014 |                 |
| 2  | Episode 2        |                 | 30 aprile 2014 |                 |
| 3  | Episode 3        |                 | 7 maggio 2014  |                 |
| 4  | Episode 4        |                 | 14 maggio 2014 |                 |
| 5  | Episode 5        |                 | 21 maggio 2014 |                 |
| 6  | Episode 6        |                 | 28 maggio 2014 |                 |